# ظاهر فریبنده ۲ (فیلم ۲۰۲۲)
ظاهر فریبنده ۲ (انگلیسی: Visual 2) (به هندی: Drishyam 2) فیلم هندی جنایی هندی-زبان، محصول سال ۲۰۲۲ است که کارگردانی آن را آبیشک پاتاک برعهده داشته است. این فیلم که بازساخته‌ای از فیلمی با همین نام است، ادامه فیلم ظاهر فریبنده (۲۰۱۵) می‌باشد. بازیگران اصلی فیلم اجی دیوگن، آکشای کانا، تابو و شریا سارن هستند. داستان فیلم هفت سال بعد از رخدادهای فیلم قبلی اتفاق می‌افتد.
فیلمبرداری اصلی در ماه فوریه ۲۰۲۲ شروع شد و در ماه ژوئن همان سال خاتمه یافت. پلان فیلم به‌طور عمده در گوا انجام گرفت، همچنین فیلمبرداری در بمبئی و حیدرآباد صورت گرفت. موسیقی فیلم را دوی سری پراساد ساخته است. این فیلم در روز ۱۸ نوامبر ۲۰۲۲ در سرتاسر جهان اکران گردید و نظرات مثبتی دربارهٔ این فیلم عنوان شد. فیلم در مدت چهار روز نمایش در سرتاسر جهان به فروشی بالغ بر ۱۰۰ کرور روپیه (۱۳ میلیون دلار آمریکا) دست یافت و بعد از شش روز اکران در هند، وارد باشگاه ۱۰۰ کرور گردید. مجموع فروش این فیلم در سرتاسر جهان، در نهایت بالغ بر ۳۴۵٫۰۵ کرور روپیه (۴۳ میلیون دلار آمریکا) شد وبه فیلمی پرفروش تبدیل گشت.